# Podlasko-Mazurska Brygada WOP
Podlasko-Mazurska Brygada Wojsk Ochrony Pogranicza (P-MB WOP) – zlikwidowana brygada Wojsk Ochrony Pogranicza pełniąca służbę na granicy polsko-radzieckiej.

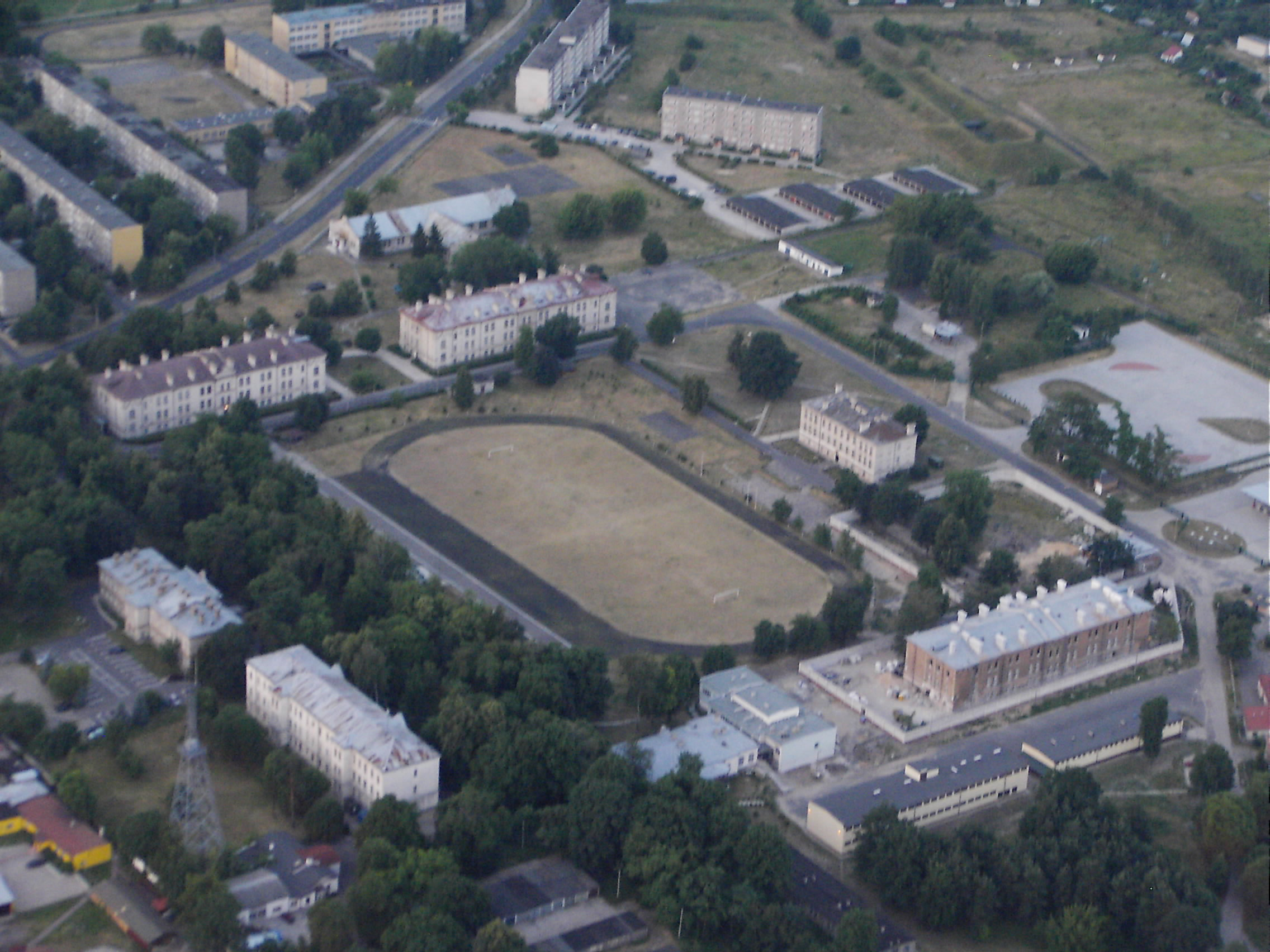
Koszary P-M Brygady WOP (2012)

## Formowanie i zmiany organizacyjne
Sformowana w 1976 na bazie 22 Białostockiego Oddziału WOP na podstawie zarządzenia MSW nr 05/org z 29 stycznia 1976. Sztab brygady stacjonował w Białymstoku, ul. Bema 100.

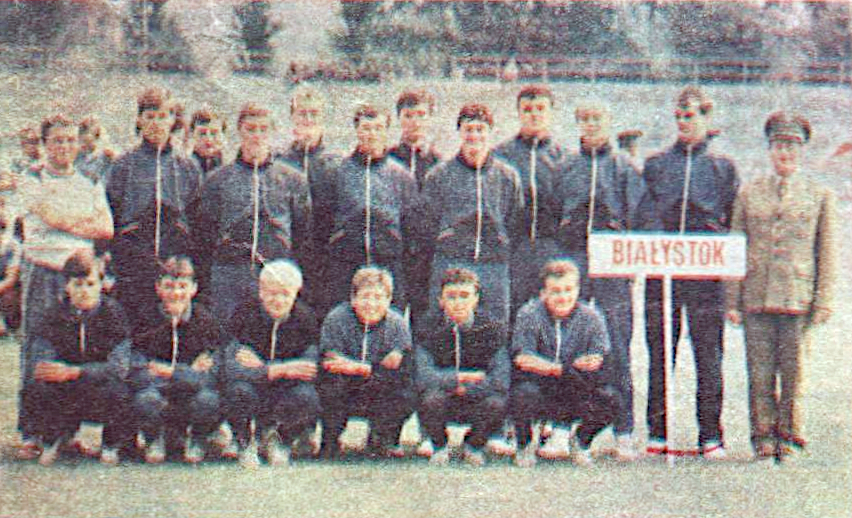
Zespół Białegostoku – uczestnicy mistrzostw WOP w piłce nożnej o puchar redakcji „Granica” (1987)

W 1987 uruchomiono Graniczną Placówkę Kontrolną Ogrodniki.
W 1989 od rozformowanej Nadbużańskiej Brygady Wojsk Ochrony Pogranicza przejęto lewy odcinek ze strażnicami: Janów Podlaski, Terespol, Sławatycze i granicznymi placówkami kontrolnymi: Terespol, Kukuryki).
Ochraniała odcinek granicy państwowej w północno-wschodniej Polsce na odcinku od Węgorzewa do Sławatycz o długości 564,37 km.
Podlasko-Mazurska Brygada WOP funkcjonowała do 15 maja 1991.
Zarządzeniem nr 012 Komendanta Głównego Straży Granicznej z 7 maja 1991 w sprawie rozwiązania jednostek WOP oraz utworzenia jednostek organizacyjnych Straży Granicznej Minister Spraw Wewnętrznych polecił z dniem 16 maja 1991 rozwiązać Podlasko-Mazurską Brygadę WOP w Białymstoku istniejącą według etatu nr 44/0141 o stanie osobowym na okres „W” 1961 żołnierzy i 54 pracowników cywilnych oraz na okres „P” 1235 żołnierzy i 57 pracowników cywilnych. Na jej bazie powstał oddział Straży Granicznej: Podlaski Oddział Straży Granicznej w Białymstoku. Oddziałowi została przydzielona nazwa związana z regionem, w którym działał. Tym samym zarządzeniem rozwiązano Graniczną Placówkę Kontrolną Terespol.

## Struktura organizacyjna

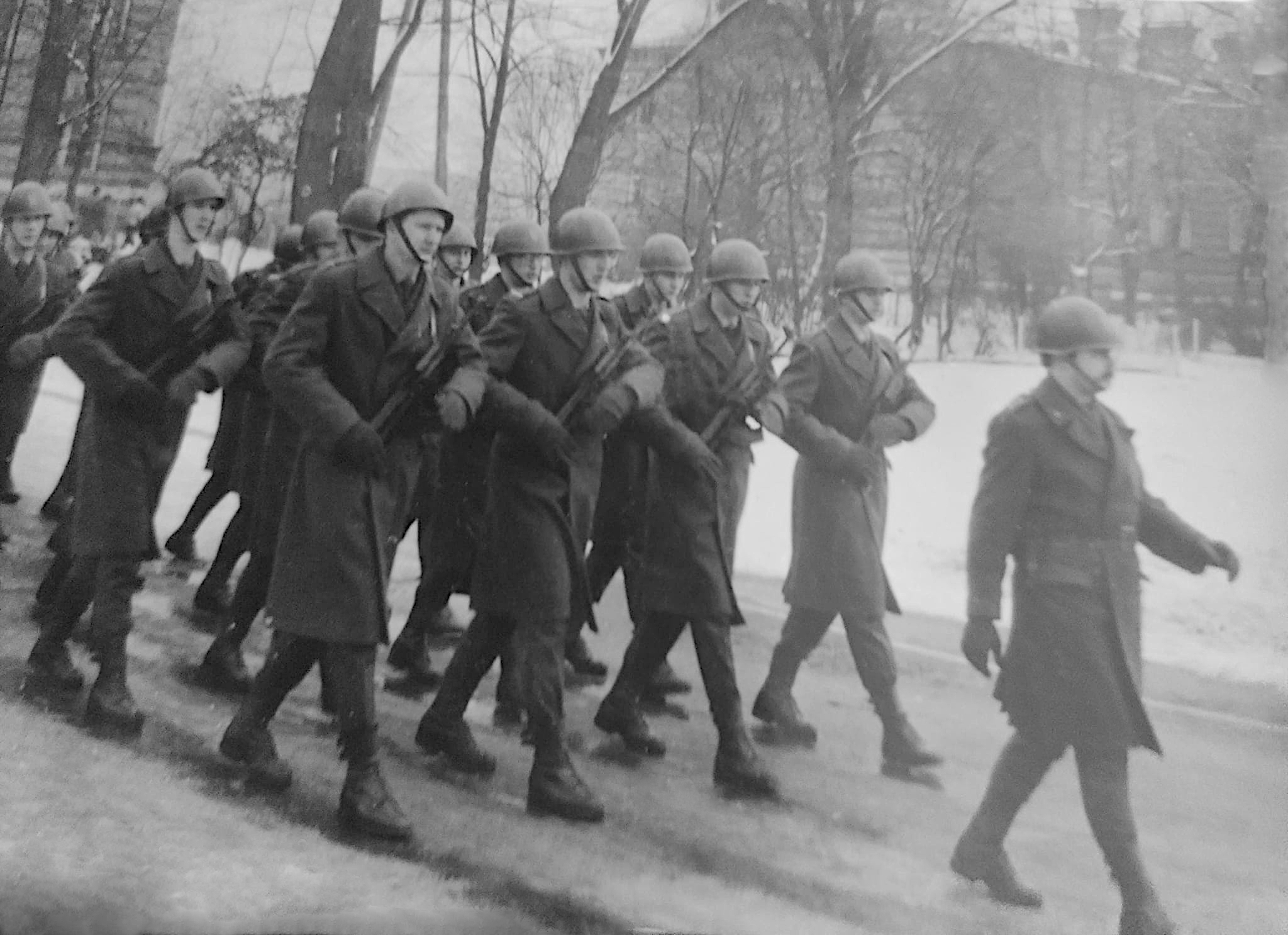
Żołnierze WOP podczas defilady. Prowadzący por. Wojciech Gul d-ca kompanii technicznej (1982)

- Dowództwo, sztab i pododdziały dowodzenia[d]:
- Batalion odwodowy
- Trzynaście strażnic WOP
- Siedem granicznych placówek kontrolnych (GPK):
  - Ogrodniki
  - Kuźnica
  - Zubki
  - Siemianówka
  - Czeremcha
  - Terespol–Kukuryki.

W skład brygady wchodziło:
- Dowództwo i oddziały przysztabowe
- 14 strażnic
- 3 graniczne placówki kontrolne.

31 grudnia 1990 brygada liczyła 1235 żołnierzy, w tym 766 służby zasadniczej i 57 pracowników cywilnych. Wśród nich było 160 oficerów, 237 chorążych, 75 podoficerów zawodowych i 766 żołnierzy służby zasadniczej, w tym 86 podoficerów i 680 szeregowych.

### Dowództwo brygady
- Dowódca brygady – płk dypl. Józef Kosno
- Zastępca dowódcy brygady – Szef sztabu – ppłk Jan Fiedoruk
- Z-ca d-cy brygady – Szef Wydziału Zwiadu – płk dypl. Zdzisław Jakubiszyn
- Z-ca d-cy brygady – Szef Służb Technicznych i Zaopatrzenia – płk Henryk Bieniek.

Stan na 1 stycznia 1991

### Pododdziały graniczne P-MB WOP
- Strażnica WOP Węgorzewo – kpt. Henryk Baranowski (d-ca strażnicy)
- Strażnica WOP Banie Mazurskie – por. Jerzy Kośko (d-ca strażnicy)
- Strażnica WOP Gołdap – kpt. Stanisław Szostak (d-ca strażnicy)
- Strażnica WOP Rutka-Tartak – por. Stefan Majewski (d-ca strażnicy)
- Strażnica WOP Sejny – ppor. Sławomir Kurdziuk (d-ca strażnicy)
- Graniczna Placówka Kontrolna Ogrodniki – kpt. Tadeusz Moroz (d-ca GPK)
- Strażnica Odwodowa WOP Augustów – mjr Andrzej Piotrowski (d-ca strażnicy)
- Strażnica WOP Lipsk – kpt. Stanisław Chmielewski (d-ca strażnicy)
- Graniczna Placówka Kontrolna Kuźnica – mjr Edward Bednarczyk (d-ca GPK)
- Strażnica WOP Sokółka – mjr Bonifacy Skonieczny (d-ca strażnicy)
- Strażnica WOP Gródek – kpt. Aleksander Turczyński (d-ca strażnicy)
- Graniczna Placówka Kontrolna Siemianówka – kpt. Edward Łopata (d-ca GPK)
- Strażnica WOP Białowieża – mjr Stanisław Pacewicz (d-ca strażnicy)
- Strażnica WOP Czeremcha – por. Kazimierz Duda (d-ca strażnicy)
- Strażnica WOP Janów Podlaski – ppor. Janusz Wólczyński (d-ca strażnicy)
- Graniczna Placówka Kontrolna Terespol–Kukuryki – mjr Wiaczesław Dudzicz (d-ca GPK)
- Strażnica WOP Terespol – por. Paluch Kazimierz (Dowódca strażnicy)
- Strażnica WOP Sławatycze – kpt. Henryk Szarawarski (d-ca strażnicy).

Stan na 1 stycznia 1991

## Wydarzenia
- 13 grudnia 1981–22 lipca 1983 – (stan wojenny w Polsce), cały wysiłek służb przede wszystkim strażnic i GPK, skierowano na ochronę granicy oraz utrzymanie porządku i bezpieczeństwa w strefie nadgranicznej, współpracując ściśle z organami milicji i Służby Bezpieczeństwa. W strażnicach normę służby granicznej dla żołnierzy podwyższono z 8 do 12 godzin na dobę. Po wprowadzeniu ograniczeń w ruchu granicznym część niewykorzystanej kadry GPK przerzucono do strażnic w celu wspomożenia bezpośredniej ochrony granicy. Patrole wysyłane w teren zostały wzmocnione. Wyeliminowano służby składające się z jednego żołnierza. Ścisłą kontrolą objęto całą strefę nadgraniczną, sięgając niekiedy głębiej. Niektóre szlaki turystyczne zostały zamknięte, a ruch w strefie nadgranicznej został znacznie ograniczony. W stan gotowości były postawione wszystkie pododdziały odwodowe. Dla umocnienia bezpieczeństwa w strefie nadgranicznej organizowano stałe akcje penetracyjne terenu przez wszystkie służby, zwłaszcza lotne patrole na motocyklach lub samochodach osobowo-terenowych. Mimo utrudnionych warunków nie zaprzestano współpracy z ludnością pogranicza[9].

## Sąsiednie brygady
- Kaszubska Brygada WOP ⇔ Nadbużańska Brygada WOP – 1976–30.09.1989
- Kaszubska Brygada WOP ⇔ Bieszczadzka Brygada WOP – 1.10.1989–15.05.1991.

## Kadra brygady
Dowódcy brygady
- płk Longin Wasilewicz
- płk Stanisław Kolanko
- płk dypl. Józef Kosno (16.07.1986–15.05.1991)[10].

Kierownicy sekcji KRG
- ppłk Zdzisław Powojewski
- ppłk Bolesław Karpiuk
- ppłk Marek Kijewski.

## Przekształcenia
6 Oddział Ochrony Pogranicza → 6 Białostocki Oddział WOP → 11 Brygada Ochrony Pogranicza → 22 Brygada WOP → Grupa Manewrowa WOP Białystok → Samodzielny Oddział Zwiadowczy WOP Białystok → 22 Oddział WOP → 22 Białostocki Oddział WOP → Podlasko-Mazurska Brygada WOP → Podlaski Oddział Straży Granicznej